# Camillo Minieri Riccio
Camillo Minieri Riccio (Napoli, 18 ottobre 1813 – Napoli, 6 maggio 1882) è stato uno storico e archivista italiano.

## Biografia
Laureatosi in legge nel 1834, si dedicò a ricerche sulla storia napoletana, in particolare sul periodo angioino, sfruttando in particolare la documentazione dei registri della Cancelleria angioina, allora ancora presenti nell'Archivio di Stato di Napoli, del quale fu anche direttore a partire dal 1874 e fino alla morte.
In precedenza era stato il primo bibliotecario della Biblioteca San Giacomo di Napoli, aperta nel 1865 e annessa alla Biblioteca nazionale di Napoli dieci anni dopo.
Camillo Minieri Riccio fu inoltre consigliere comunale di Napoli e fu uno dei fondatori della Società napoletana di storia patria.
Ѐ discendente del giureconsulto Michele Riccio.

## Opere
- Nota di taluni artisti del secolo 15. e del 16. e di alcuni lavori da essi eseguiti nella città di Napoli. Napoli 1833
- Essai sur l'histoire du royaume des deux Siciles. Imprimerie de la Minerve: Napoli 1835
- Memorie storiche degli scrittori nati nel Regno di Napoli, Napoli, Tipografia Dell'Aquila di V. Puzziello nel chiostro San Tommaso d'Acquino, 1844.
- Saggio storico critico intorno alla chiesa della Incoronata di Napoli e suoi affreschi. Stab. tip. di Vincenzo Priggiobba: Napoli 1845
- Cenni storici sulla distrutta città di Cuma ed altri opuscoli. Stab. tip. di Vincenzo Priggiobba: Napoli 1846
- Alcuni studii storici intorno a Manfredi e Corradino della imperiale casa di Hohenstauffen. Tipografia largo S. Marcellino: Napoli 1850
- Genealogia di Carlo I di Angiò: prima generazione. Stab. tip. di Vincenzo Priggiobba: Napoli 1857
- Opuscolo inedito di Pietro Giannone in cui si ha la prima idea della sua opera Il Triregno. Napoli 1860
- Brevi notizie intorno ad un codice del secolo 15°. Tip. della Regia Università: Napoli 1862
- Brevi notizie intorno all'archivio angioino di Napoli dopo le quali si pubblica per la prima volta parte di quei registri ora non più esistenti. Tip. Alberto Detken: Napoli 1862
- Cenno storico intorno all'Accademia degli Oziosi in Napoli. Stamperia della R. Università: Napoli 1862
- Biblioteca storico-topografica degli Abruzzi, Stab. tip. di Vincenzo Priggiobba: Napoli 1862
- Relazione sul libro del signor Fusco intorno all'argenteo imbusto di S. Gennaro fatta all'Accademia Pontaniana. Stamperia della R. Universita: Napoli 1863.
- Studi storici su fascicoli angioini dell'Archivio della Regia Zecca di Napoli. Tip. Alberto Detken: Napoli 1863
- Catalogo di libri rari della biblioteca del Sig. Camillo Minieri Riccio. Stab. tip. di Vincenzo Priggiobba: Napoli 1864
- Catalogo di novantotto rari libri incunaboli della biblioteca del signor Camillo Minieri Riccio. Tip. Alberto Detken: Napoli 1865
- Cronaca di Matteo Spinelli da Giovinazzo ridotta alla sua vera dizione e dalla primitiva cronologia con un comento in confutazione a quello del Duca di Luynes sulla stessa cronaca e stampata in Parigi nel 1839. Stamperia dell'Iride: Napoli 1865.
- Catalogo di manoscritti della biblioteca di Camillo Minieri Riccio. Tip. Alberto Detken: Napoli 1868-1869
- I notamenti di Matteo Spinelli da Giovenazzo difesi ed illustrati da Camillo Minieri Riccio. Stab. Tip. Antonio Metitiero: Napoli 1870
- De' grandi uffiziali del Regno di Sicilia dal 1265 al 1285. Stabilimento Tipografico Partenopeo: Napoli 1872
- Cenni storici intorno ai grandi uffizii del Regno di Sicilia durante il regno di Carlo I d'Angiò. Stabilimento Tipografico Partenopeo: Napoli 1872
- Itinerario di Carlo I di Angiò ed altre notizie storiche tratte da' Registri Angioini del Grande Archivio di Napoli. Stabilimento tip. partenopeo: Napoli 1872
- Breve relazione per la Biblioteca di S. Giacomo di Napoli. Tipografia Italiana: Napoli 1872
- Diario angioino dal 4 gennaio 1284 al 7 gennaio 1285 formato su' registri angioini del grande archivio di Napoli. Stamperia della Regia Università: Napoli 1873
- Alcuni fatti riguardanti Carlo I di Angiò dal 6 di agosto 1252 al 30 di dicembre 1270, tratti dall'archivio Angioino di Napoli. Tip. di R. Rinaldi e di G. Sellitto: Napoli 1874
- I notamenti di Matteo Spinelli novellamente difesi da Camillo Minieri Riccio. Tip. R. Rinaldi e G. Sellitto: Napoli 1874
- Cenno storico della Accademia Alfonsina istituita nella città di Napoli nel 1442. Tip. R. Rinaldi e G. Sellitto: Napoli 1875
- Notizie biografiche e bibliografiche degli scrittori napoletani fioriti nel secolo 17. [i cognomi dei quali cominciano con la lettera A]. Hoepli: Milano 1875
- Il Regno di Carlo I d'Angiò negli anni 1271 e 1272. Tip. R. Rinaldi e G. Sellitto: Napoli 1875
- Il Regno di Carlo I d'Angio: dal 2 gennaio 1273 al 31 dicembre 1283, in Archivio Storico Italiano 1875-1881
- Ultima confutazione agli oppositori di Matteo Spinelli. Tip. R. Rinaldi e G. Sellitto: Napoli 1875
- Gli artisti ed artefici che lavorarono in Castel Nuovo a tempo di Alfonso 1. e Ferrante 1. di Aragona. Tip. R. Rinaldi e G. Sellitto: Napoli 1876
- Memorie della guerra di Sicilia negli anni 1282, 1283, 1284 tratte da' registri angioini dell'Archivio di Stato di Napoli. Stab. tip. F. Giannini: Napoli 1876
- Cenno storico della Accademia Pontaniana. Tip. R. Rinaldi e G. Sellitto: Napoli 1876
- Un duca di Amalfi finora sconosciuto. Tip. R. Rinaldi e G. Sellitto: Napoli 1876
- Nuovi studii riguardanti la dominazione angioina nel Regno di Sicilia. Tip. R. Rinaldi e G. Sellitto: Napoli 1876
- Della dominazione angioina nel Reame di Sicilia: studii storici estratti da registri della Cancelleria Angioina di Napoli. Tip. R. Rinaldi e G. Sellitto: Napoli 1876
- Studii storici fatti sopra 84 registri angioini dell'Archivio di Stato di Napoli. Tip. R. Rinaldi e G. Sellitto: Napoli 1876.
- Notizie storiche tratte da 62 registri angioini dell'Archivio di Stato di Napoli che fanno seguito agli Studii storici fatti sopra 84 registri angioini. Tip. R. Rinaldi e G. Sellitto: Napoli 1877.
- Relazione della guerra di Napoli successa nella terza rivoluzione a 5 ottobre 1647, in Archivio storico per le provincie napoletane 1877, pp. 52-103
- Notizia delle accademie istituite nelle provincie napolitane, in Archivio storico per le provincie napoletane, 1877-78, n. 2-3, 72 p.
- La fabbrica della porcellana in Napoli e sue vicende: memoria letta all'Accademia Pontaniana nella tornata del 27 gennaio 1878. Stamperia della Regia Università: Roma 1878
- Notizie intorno alle ricerche fatte dalla R. fabbrica della porcellana di Napoli per rinvenire materiali a migliorare e perfezionare sempre più la manifattura della pasta della porcellana, le sue dorature e le miniature: memoria letta all'Accademia Pontaniana nella tornata del 10 febbraio 1878. Stamperia della Regia Università: Napoli 1878
- Gli artefici ed i miniatori della Real Fabbrica dalla porcellana di Napoli: memoria letta all'Accademia Pontaniana nella tornata del 3 e 17 marzo 1878. Stamperia della Regia Università: Napoli 1878
- Delle porcellane della Real Fabbrica di Napoli delle vendite fattene e delle loro tariffe: memoria letta all'Accademia Pontaniana nella tornata del 7 aprile 1878. Stamperia della Regia università: Napoli 1878
- Discorso letto nell'inaugurazione della biblioteca municipale di Napoli il dì 14 luglio 1878. Tip. del cav. Giannini: Napoli 1878
- Cenno storico delle accademie fiorite nella città di Napoli, in Archivio Storico per le Provincie napoletane, III 1879
- Saggio di codice diplomatico formato sulle antiche scritture dell'Archivio di Stato di Napoli. 3 voll + supplementi. Tip. R. Rinaldi e G. Sellitto e Tip. F. Furchheim: Napoli 1878-1883
- La Real fabbrica degli arazzi nella città di Napoli dal 1738 al 1799. Tip. F. Furchheim: Napoli 1879
- Le cancellerie angioina, aragonese e spagnuola dell'Archivio di Stato di Napoli studiate, riassunte e in parte trascritte nel secolo 16. e nel 17. da Cesare Pagano, Cesare D'Afflitto, Giov. Giacomo da Transo, Carlo de Lellis, Marcello Bonito e da alcuni anonimi mss. della biblioteca. Tip. R. Rinaldi e G. Sellitto: Napoli 1880.
- Biografie degli accademici alfonsini detti poi pontaniani dal 1442 al 1543. Tip. F. Furchheim: Napoli 1881
- Alcuni fatti di Alfonso I di Aragona: dal 15 aprile 1437 al 31 di Maggio 1458, in Archivio storico per le provincie napoletane, VI 1881, pp. 1-36
- Genealogia di Carlo 2° d'Angiò re di Napoli, in Archivio storico per le provincie napoletane, VII 1882, pp. 5-47